# Lophothalaina habrocosma
Lophothalaina habrocosma là một loài bướm đêm trong họ Geometridae.